# Wereldkampioenschap schaatsen allround vrouwen 1978
Het negenendertigste Wereldkampioenschap schaatsen allround voor vrouwen werd op 4 en 5 maart 1978 verreden op de Oulunkylä ijsbaan van Helsinki, Finland.
Eenendertig schaatssters uit dertien landen, Finland (2), de DDR (1), Nederland (4), Noorwegen (2), Polen (1), de Sovjet-Unie (4), West-Duitsland (1), Zweden (4), Zwitserland (1), China (1), Japan (2), Canada (4) en de Verenigde Staten (4), namen eraan deel. Negen rijdsters debuteerden deze editie.
Tatjana Averina werd de dertiende Sovjet-Russin die de wereldtitel veroverde, de 22e voor de Sovjet-Unie. Galina Stepanskaja werd voor het tweede opeenvolgende jaar tweede en de Oost-Duitse debutante Marion Dittmann werd derde.
De Nederlandse afvaardiging bestond dit jaar uit Sijtje van der Lende, Sophie Westenbroek, Joke van Rijssel en debutante Ina Steenbruggen.
De Noorse Lisbeth Korsmo-Berg reed dit jaar haar elfde WK Allround. Zij was daarmee de vierde vrouw die dit aantal bereikte, Eevi Huttunen in '60, Christina Scherling in '67 en Sigrid Sundby  in '74 waren haar hierin voor gegaan.
Ook dit kampioenschap werd over de kleine vierkamp,respectievelijk de 500m, 1500m,1000m, en 3000m, verreden.

## Afstand medailles
| Afstand | Goud ·                | Zilver ·           | Brons ·           |
| ------- | --------------------- | ------------------ | ----------------- |
| 500m    | Valentina Golovenkina | Tatjana Averina    | Erwina Rys-Ferens |
| 1500m   | Tatjana Averina       | Galina Stepanskaja | Sylvia Filipsson  |
| 1000m   | Tatjana Averina       | Kim Kostron        | Sylvia Burka      |
| 3000m   | Marion Dittmann       | Galina Stepanskaja | Bjørg Eva Jensen  |

## Klassement
| Rang   | Schaatsster           | Land                           | Punten  | 500m       | 1500m        | 1000m        | 3000m        |
| ------ | --------------------- | ------------------------------ | ------- | ---------- | ------------ | ------------ | ------------ |
| Goud   | Tatjana Averina       | Sovjet-Unie                    | 186,891 | 45,20 (2)  | 2.21,44 (1)  | 1.29,56 (1)  | 4.58,59 (5)  |
| Zilver | Galina Stepanskaja    | Sovjet-Unie                    | 187,218 | 45,45 (5)  | 2.22,42 (2)  | 1.30,50 (6)  | 4.54,27 (2)  |
| Brons  | Marion Dittmann       | Duitse Democratische Republiek | 187,760 | 45,90 (12) | 2.22,95 (5)  | 1.30,34 (4)  | 4.54,24 (1)  |
| 4      | Bjørg Eva Jensen      | Noorwegen                      | 188,381 | 45,82 (10) | 2.24,20 (9)  | 1.30,66 (7)  | 4.54,99 (3)  |
| 5      | Valentina Golovenkina | Sovjet-Unie                    | 188,546 | 44,91 (1)  | 2.24,41 (11) | 1.30,34 (4)  | 5.01,98 (9)  |
| 6      | Sylvia Burka          | Canada                         | 189,254 | 45,63 (6)  | 2.23,41 (6)  | 1.30,25 (3)  | 5.04,18 (12) |
| 7      | Sylvia Filipsson      | Zweden                         | 189,541 | 45,41 (4)  | 2.22,81 (3)  | 1.32,12 (20) | 5.02,81 (10) |
| 8      | Lisbeth Korsmo-Berg   | Noorwegen                      | 190,067 | 46,48 (22) | 2.23,87 (7)  | 1.31,48 (12) | 4.59,35 (6)  |
| 9      | Kim Kostron           | Verenigde Staten               | 190,098 | 45,67 (7)  | 2.24,69 (12) | 1.29,99 (2)  | 5.07,22 (15) |
| 10     | Beth Heiden           | Verenigde Staten               | 190,144 | 45,75 (9)  | 2.25,03 (14) | 1.31,86 (17) | 5.00,73 (8)  |
| 11     | Nancy Swider          | Verenigde Staten               | 190,333 | 46,82 (25) | 2.24,25 (10) | 1.31,86 (17) | 4.57,00 (4)  |
| 12     | Sijtje van der Lende  | Nederland                      | 190,458 | 47,05 (26) | 2.22,87 (4)  | 1.31,51 (13) | 5.00,18 (7)  |
| 13     | Sophie Westenbroek    | Nederland                      | 190,518 | 45,99 (14) | 2.25,50 (15) | 1.31,04 (9)  | 5.03,05 (11) |
| 14     | Vera Brindzej         | Sovjet-Unie                    | 190,566 | 45,88 (11) | 2.24,80 (13) | 1.31,02 (8)  | 5.05,46 (13) |
| 15     | Anna Lenner           | Zweden                         | 191,094 | 46,27 (18) | 2.24,13 (8)  | 1.31,33 (11) | 5.06,70 (14) |
| 16     | Kathy Vogt            | Canada                         | 193,539 | 46,02 (15) | 2.25,97 (16) | 1.31,11 (10) | 5.19,85 (16) |
| NC17   | Erwina Rys-Ferens     | Polen                          | 139,818 | 45,37 (3)  | 2.26,05 (17) | 1.31,53 (14) | -            |
| NC18   | Ina Steenbruggen      | Nederland                      | 140,530 | 45,72 (8)  | 2.26,31 (19) | 1.32,08 (19) | -            |
| NC19   | Joke van Rijssel      | Nederland                      | 141,016 | 46,39 (20) | 2.26,21 (18) | 1.31,78 (16) | -            |
| NC20   | Cindy Seikkula        | Verenigde Staten               | 141,088 | 46,15 (17) | 2.27,19 (22) | 1.31,75 (15) | -            |
| NC21   | Pat Durnin            | Canada                         | 141,726 | 45,91 (13) | 2.27,08 (21) | 1.33,58 (27) | -            |
| NC22   | Yuko Ota              | Japan                          | 142,688 | 47,32 (29) | 2.26,59 (20) | 1.33,01 (22) | -            |
| NC23   | Brenda Webster        | Canada                         | 142,756 | 46,58 (24) | 2.28,73 (25) | 1.33,20 (23) | -            |
| NC24   | Anna Lenner           | Zweden                         | 143,066 | 46,08 (16) | 2.31,01 (29) | 1.33,30 (24) | -            |
| NC25   | Tarja Rinne           | Finland                        | 143,171 | 47,14 (27) | 2.28,04 (24) | 1.33,37 (25) | -            |
| NC26   | Brigitte Flierl       | Duitsland                      | 143,230 | 46,27 (18) | 2.30,27 (26) | 1.33,74 (28) | -            |
| NC27   | Paula-Irmeli Halonen  | Finland                        | 143,251 | 46,42 (21) | 2.31,25 (30) | 1.32,83 (21) | -            |
| NC28   | Ann-Sofie Järnström   | Zweden                         | 143,511 | 46,50 (23) | 2.30,86 (28) | 1.33,45 (26) | -            |
| NC29   | Dolores Lier          | Zwitserland                    | 144,635 | 48,01 (31) | 2.27,81 (23) | 1.34,71 (29) | -            |
| NC30   | Etsuko Nakamichi      | Japan                          | 145,691 | 47,85 (30) | 2.30,35 (27) | 1.35,45 (30) | -            |
| NC31   | Chen Shuhua           | Noorwegen                      | 146,786 | 47,16 (28) | 2.31,70 (31) | 1.38,12 (31) | -            |

* = met val
NC = niet gekwalificeerd
NF = niet gefinisht
NS = niet gestart
DQ = gediskwalificeerd
Vet gezet = kampioenschapsrecord